# Воровський Вацлав Вацлавович
Воро́вський Ва́цлав Ва́цлавович (27 жовтня 1871, Москва — 10 травня 1923, Лозанна) — російський революціонер польського походження, літературний критик, один з перших радянських дипломатів.

## Життєпис

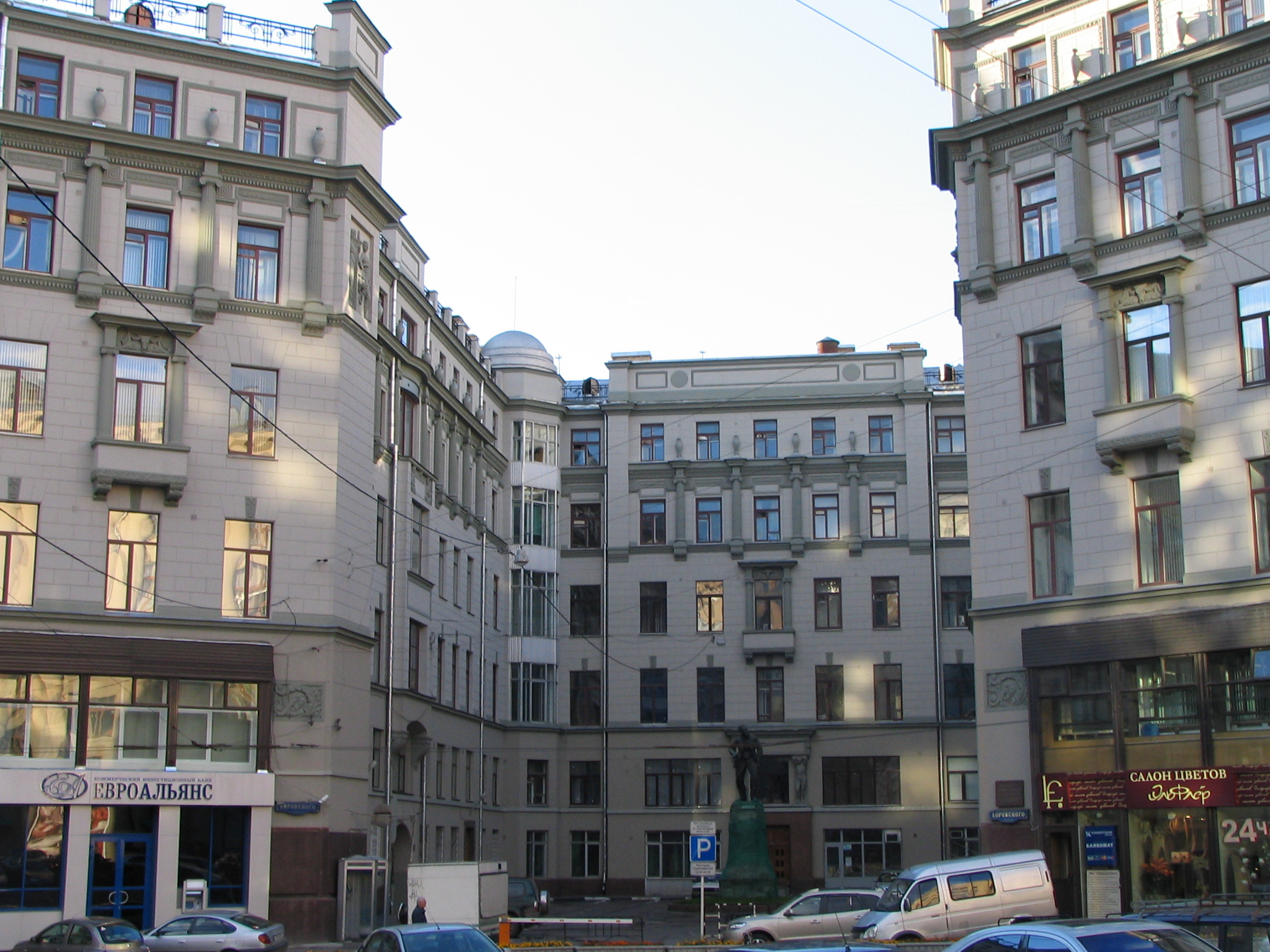
Пам'ятник Воровському в Москві

Народився в Москві, належав до зросійщених поляків. Освіту здобув у середній школі при лютеранській церкві. В школі писав антиурядові вірші, виступав на нелегальних зборах учнів. 1890 року вступив до університету на фізико-математичний факультет, через рік перейшов до Московського технічного училища. Організував польський підпільний гурток. В 1894 році вступив до РСДРП, 1897 року був заарештований та висланий до В'ятської губернії. Після заслання жив у Женеві, де приєднався до більшовиків. В 1903 році таємно прибув до Одеси для підпільної роботи. 1905 року прибув до Петербургу, 1906 року взяв участь в роботі IV з'їзду РСДРП в Стокгольмі. Після наступного заслання жив у Москві, в 1915-16 роках працював в Петербурзі на заводі «Сіменс-Шуккерт».
13 квітня 1917 року увійшов до складу Закордонного бюро ЦК РСДРП в Стокгольмі. Після приходу більшовиків до влади — повпред в Скандинавії. В 1919 році повернувся до Росії, де став одним з ініціатором боротьби проти православної церкви, займав посаду завідувача Державним видавництвом. З 1921 року — полпред в Італії, в 1922 році брав участь в Генуезькій конференції. В 1923 році призначений до складу радянської делегації на Лозаннській конференції. 10 травня 1923 року був убитий у ресторані готелю «Сесіль» в Лозанні колишнім білогвардійцем Морісом Конраді, який втратив рідних під час революції. Застреливши Воровського і поранивши двох його помічників, Конраді віддав револьвер метрдотелю зі словами: «Я зробив добре діло — російські більшовики погубили всю Європу… Це піде на користь всьому світу». Конраді та його спільник Аркадій Полунін були виправдані присяжними після того, як більш ніж 70 свідків розказали судові про більшовицькі злочини: суд визнав убивство Воровського справедливим актом. Дипломатичні відносини між СРСР і Швейцарією були розірвані.

## Галерея

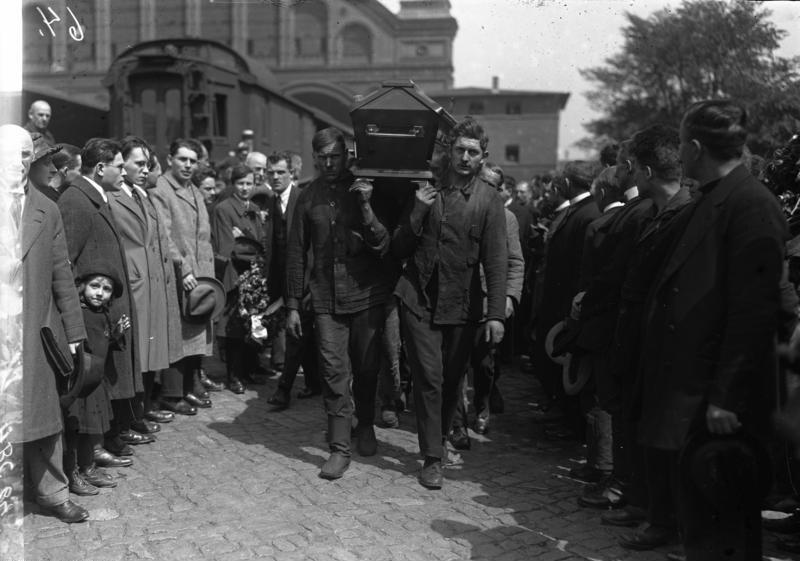
Труна з тілом Воровського в Берліні по дорозі в Москву
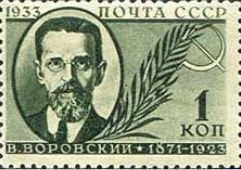
Поштова марка СРСР. Випуск 1933 р.
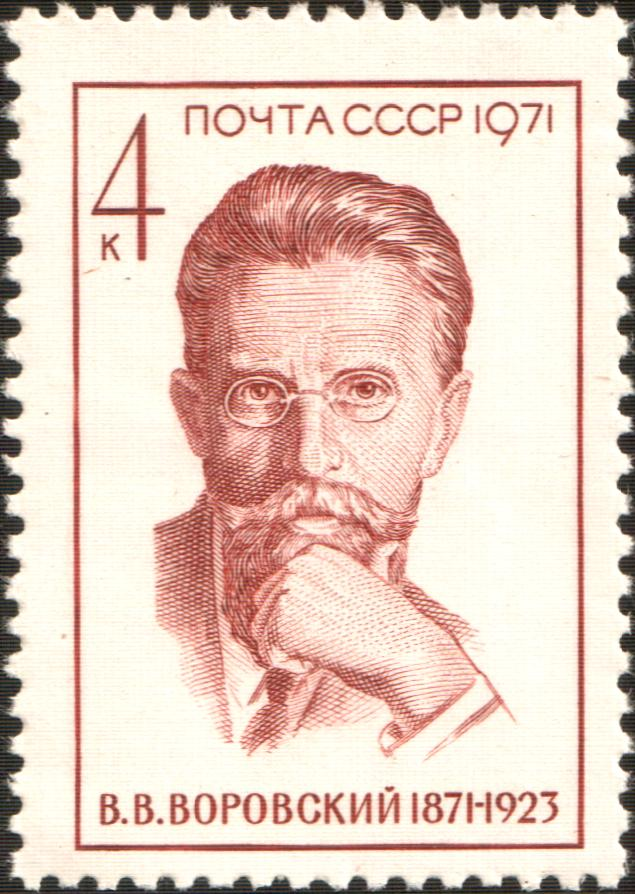
Поштова марка СРСР. Випуск 1971 р.